# Rhaphidorrhynchium crispans
Rhaphidorrhynchium crispans är en bladmossart som beskrevs av Brotherus 1925. Rhaphidorrhynchium crispans ingår i släktet Rhaphidorrhynchium och familjen Sematophyllaceae. Inga underarter finns listade i Catalogue of Life.